# WOK-melding
Een WOK-melding (wacht-op-keurenmelding) of verbod voor rijden op de weg is in Nederland een melding op een voertuig waar niet mee gereden mag worden, totdat het gekeurd is door de Dienst Wegverkeer (RDW). Een WOK-status kan worden afgegeven door de RDW, de politie of een verzekeringsmaatschappij.
Schade of een probleem aan een voertuig met een WOK-melding moet hersteld worden. Voordat het voertuig weer de weg op mag moet deze een schadekeuring ondergaan bij een van de keuringsstations van de RDW. Hierbij wordt gecontroleerd of de schade deugdelijk is gerepareerd of het probleem is opgelost. Daarnaast wordt de carrosserie vergeleken met de oorspronkelijke fabrieksgegevens en de wieluitlijning gecontroleerd. 

## Soorten WOK-meldingen
Er zijn twee verschillende soorten WOK-meldingen. Als het voertuig schade heeft aan een of meer van de onderstaande punten krijgt het de hoogst bijbehorende WOK-status:

### WOK-1
- Dragende carrosseriedelen zijn ernstig vervormd;
- Lange balken van het chassis zijn ernstig vervormd;
- Een of meer deurstijlen zijn ernstig vervormd;
- Dak is verwijderd of deur- of raamstijlen zijn doorgeknipt;
- Een of meer wielophangingen zijn ernstig vervormd in combinatie met ten minste een van de overige punten;
- Ernstige brandschade of waterschade;
- Frame is ernstig beschadigd (motorfiets).

### WOK-2[4]
- Niet goed sluiten van motorkap, kofferdeksel en deuren;[5]
- Toestand van de ruiten; zichtveld verhinderd, alleen afkeuren bij overduidelijke beschadigingen;
- Scherpe delen, gevaar voor losraken; bijv. losse bumper, schermen, spiegels;
- Bevestiging verplichte verlichting;
- Toestand verplichte verlichting; bv lichtarmatuur stuk/ontbreekt, geen controle op werking verlichting.